# 데이비드 램지
데이비드 램지(영어: David Ramsey, 1971년 11월 17일 ~ )는 미국의 배우이다. 드라마 《애로우: 어둠의 기사》에 출연하고 있다.

## 출연 작품
- 애로우 4 (2015)
- 애로우 3 (2015)
- 엑시덴탈 러브 (2015)
- 드래프트 데이 (2014)
- 애로우 2 (2013)
- 애로우 : 어둠의 기사 (2012)
- 디펜더스 : 유쾌한 변호사들 (2010)
- 덱스터 시즌4 (2009)
- 마더 앤 차일드 (2009)
- 덱스터 시즌3 (2008)
- 커버업 (2008)
- 폴워커의 네고시에이터 (2007)
- 덱스터 시즌1 (2006)
- 고스트 위스퍼러 시즌1 (2005)
- 허프 (2004)
- 헤어 쇼 (2004)
- 더 플레너리 (2003)
- 원 온 원 (2001)
- 미스터 본즈 (2001)
- 아름다운 세상을 위하여 (2000)
- 쓰리 투 탱고 (1999)
- 콘 에어 (1997)
- 너티 프로페서 (1996)
- 질겁하다 (1987)